# Akua'ba

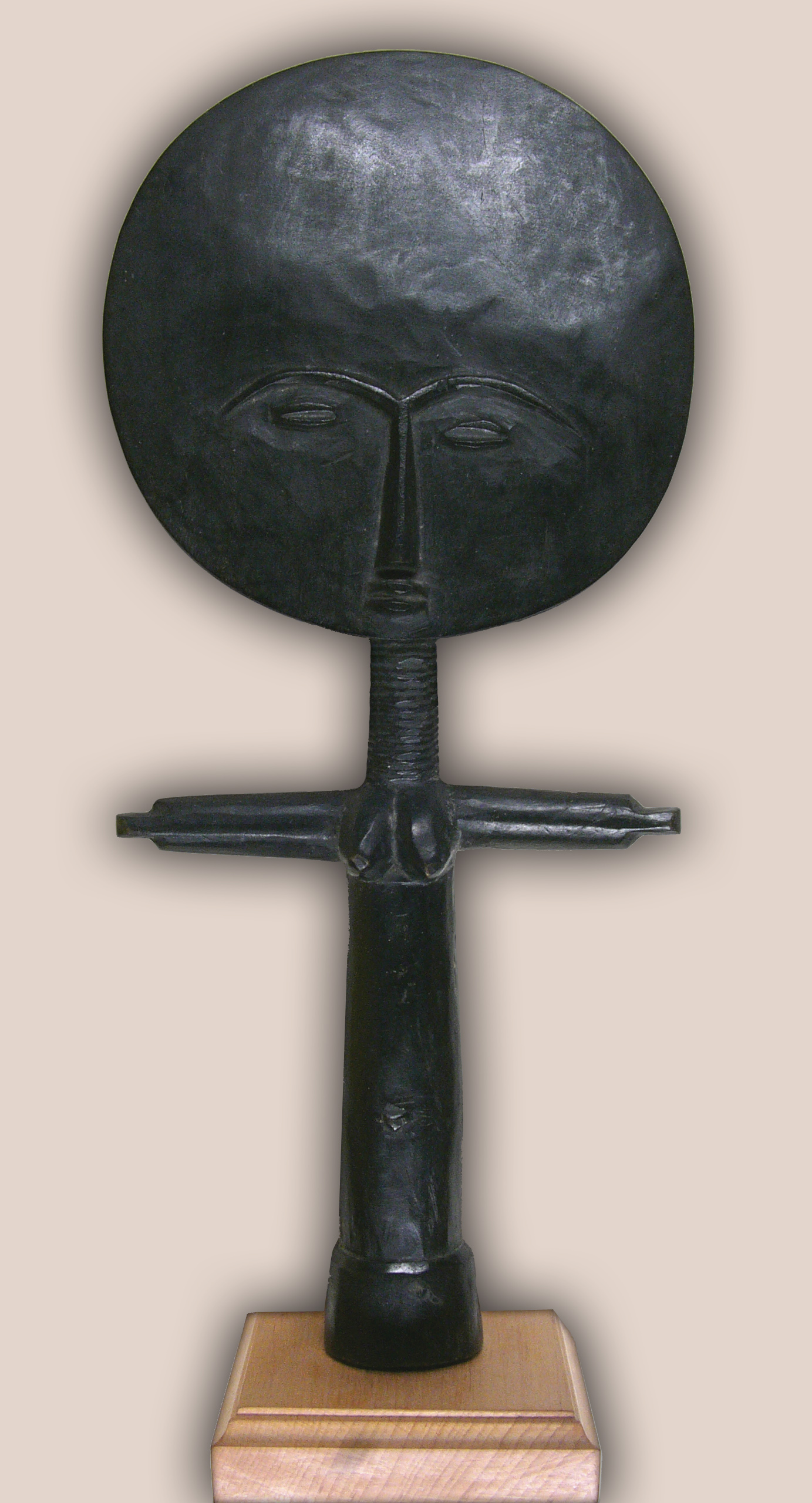
Akua'ba

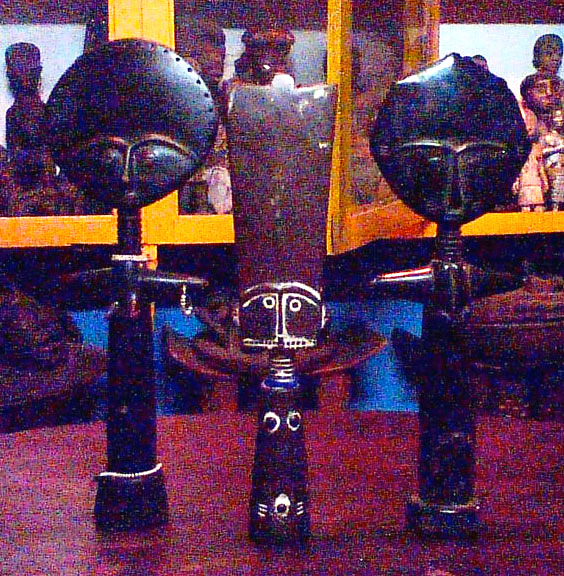
Drie Akua'ba's; de middelste is afkomstig van de Fante de andere twee van de Ashanti.

Akua'ba (lett. Akua's kind) is een mythologisch figuur uit de Ashanti-cultuur, die veelal wordt uitgebeeld in hout of brons.
Akua'ba is een vrouwelijk figuur, dat vruchtbaarheid symboliseert. Een vrouw uit het Ashanti-volk die zwanger is of zwanger wil worden, draagt akua'ba enkele weken tot maanden bij zich, en verzorgt deze zoals ze een kinderen zou verzorgen. Ze legt het in bed, kleedt het, versiert het met parels en oorringen en bemoedert het. Als het kind na de geboorte een meisje blijkt te zijn, geeft ze het vaak deze pop om haar ermee te laten spelen en zo de fijne kneepjes van het moederschap te leren. Het akua'ba-beeld wordt doorgaans aan de vrouw geschonken door een priester.
Akua'ba heeft een groot rond hoofd, dat de baarmoeder van de vrouw, en de functie daarvan symboliseert. Volgens de mythologie is de baarmoeder een symbool voor ontvankelijkheid, vanwege de afhankelijkheid van het mannelijke sperma ervan. Akua'ba heeft zijn armen gespreid, zodat hij het figuur van het ankh-kruis, het oud-Egyptische symbool voor eeuwig leven, uitbeeldt.